# Grande Prêmio do México de 1964
Resultados do Grande Prêmio do México de Fórmula 1 realizado na Cidade do México em 25 de outubro de 1964. Décima e última etapa do campeonato, foi vencida pelo norte-americano Dan Gurney, da Brabham-Climax, que subiu ao pódio ladeado por John Surtees e Lorenzo Bandini, pilotos da Ferrari.
Este resultado sacramentou o título mundial do britânico John Surtees, cuja equipe, a Ferrari, alcançou o segundo troféu de construtores em sua história.

## Resumo
John Surtees foi campeão com uma Ferrari pintada de azul e branca, já que Enzo Ferrari estava em conflito com a Federação Italiana de Automobilismo, que não queria homologar o modelo esporte 250LM.
Surtees é o primeiro piloto a ser campeão nas quatro e nas duas rodas. O inglês foi campeão na Motovelocidade na principal categoria (500cc) em: 1956, 1958, 1959 e 1960.

## Classificação da prova
| Pos.   | Nº | Piloto          | Construtor     | Voltas | Tempo/Diferença      | Grid | Pontos |
| ------ | -- | --------------- | -------------- | ------ | -------------------- | ---- | ------ |
| 1      | 6  | Dan Gurney      | Brabham-Climax | 65     | 2:09:50.32           | 2    | 9      |
| 2      | 7  | John Surtees    | Ferrari        | 65     | + 1:08.94            | 4    | 6      |
| 3      | 8  | Lorenzo Bandini | Ferrari        | 65     | + 1:09.63            | 3    | 4      |
| 4      | 2  | Mike Spence     | Lotus-Climax   | 65     | + 1:21.86            | 5    | 3      |
| 5      | 1  | Jim Clark       | Lotus-Climax   | 64     | Motor                | 1    | 2      |
| 6      | 18 | Pedro Rodríguez | Ferrari        | 64     | + 1 volta            | 9    | 1      |
| 7      | 9  | Bruce McLaren   | Cooper-Climax  | 64     | + 1 volta            | 10   |        |
| 8      | 4  | Richie Ginther  | BRM            | 64     | + 1 volta            | 11   |        |
| 9      | 10 | Phil Hill       | Cooper-Climax  | 63     | Motor                | 15   |        |
| 10     | 17 | Moisés Solana   | Lotus-Climax   | 63     | + 2 voltas           | 14   |        |
| 11     | 3  | Graham Hill     | BRM            | 63     | + 2 voltas           | 6    |        |
| 12     | 11 | Innes Ireland   | BRP-BRM        | 61     | + 4 voltas           | 16   |        |
| 13     | 23 | Hap Sharp       | Brabham-BRM    | 60     | + 5 voltas           | 19   |        |
| Ret    | 15 | Chris Amon      | Lotus-BRM      | 46     | Câmbio               | 12   |        |
| Ret    | 5  | Jack Brabham    | Brabham-Climax | 44     | Pane elétrica        | 7    |        |
| Ret    | 14 | Mike Hailwood   | Lotus-BRM      | 12     | Superaquecimento     | 17   |        |
| Ret    | 22 | Jo Siffert      | Brabham-BRM    | 11     | Bomba de combustível | 13   |        |
| Ret    | 16 | Jo Bonnier      | Brabham-Climax | 9      | Suspensão            | 8    |        |
| Ret    | 12 | Trevor Taylor   | BRP-BRM        | 6      | Superaquecimento     | 18   |        |
| Fonte: |    |                 |                |        |                      |      |        |

## Tabela do campeonato após a corrida
|   | Pos. | Piloto          | Pontos  |
| - | ---- | --------------- | ------- |
| 1 | 1    | John Surtees    | 40      |
| 1 | 2    | Graham Hill     | 39 (41) |
|   | 3    | Jim Clark       | 32      |
| 1 | 4    | Lorenzo Bandini | 23      |
| 1 | 5    | Richie Ginther  | 23      |

|  | Pos. | Construtor     | Pontos  |
|  | ---- | -------------- | ------- |
|  | 1    | Ferrari        | 45 (49) |
|  | 2    | BRM            | 42 (51) |
|  | 3    | Lotus-Climax   | 37 (40) |
|  | 4    | Brabham-Climax | 30      |
|  | 5    | Cooper-Climax  | 16      |

- Nota: Somente as primeiras cinco posições estão listadas. Apenas os seis melhores resultados, dentre pilotos ou equipes, eram computados visando o título. Neste ponto esclarecemos: na tabela dos construtores figurava somente o melhor colocado dentre os carros de um time. No presente caso, os campeões da temporada surgem grafados em negrito.